# 황보관
황보관(한국 한자: 皇甫官, 1965년 3월 1일 ~ )은 대한민국의 전 축구 선수, 감독, 축구 클럽 경영자로 현역 시절 제주 유나이티드와 오이타 트리니타에서 선수로 활동했으며 현재 대한축구협회 대회기술본부장을 맡고 있다. 일본 J리그 팀 오이타 트리니타의 코치, 감독을 거쳐 오이타 구단의 프런트(부사장 및 이사)를 맡았고 2010년부터 오이타의 감독직을 다시 맡았다. 2011년 K리그1 FC 서울의 감독을 맡아 국내 무대에 복귀했으나 성적 부진으로 117일 만에 사임하고 최용수에게 감독직을 넘겼다. 사임한 후 대한축구협회로 옮겨 기술교육국장을 맡았고 이회택의 후임으로 기술위원장이 되었다. 본관은 영천 황보씨이다.

## 출신학교
- 대구침산초등학교
- 계성중학교
- 계성고등학교 → 서울체육고등학교
- 서울대학교

## 개요
경상북도 대구(현 대구광역시)에서 태어나 대구침산초등학교, 계성중학교를 졸업하고 계성고등학교에 입학했으나, 축구부가 해체되어 서울체육고등학교로 전학을 갔다. 서울체육고등학교, 서울대학교를 졸업하였다. A매치에서 종종 캐넌슛으로 골로 기록하여 '캐넌 슈터'라는 별명을 얻었다.
1988년 하계 올림픽 유도 금메달리스트인 김재엽과는 계성고등학교를 같이 다닌 사이다.

## 클럽 경력
서울대학교를 졸업하고 1988년 유공 코끼리에 입단하여 데뷔했다. 1988년 5월 21일 대우 로얄즈와의 경기에서 K리그 데뷔골을 기록했다. 1988 시즌 7골 5도움을 올렸으며, 그 해 K리그 신인상을 받았다. 1994년 8월 6일 전북 버팔로와의 경기에서 K리그 통산 7번째로 20-20클럽에 가입했다. 1995년 일본의 오이타 트리니타로 이적하여 1996년 팀의 1부 리그로의 승격에 공헌하는 등 중심 선수로 활약하며 성공적인 선수 생활을 하였다. 1998년 시즌 중 은퇴하였다.

## 국가대표팀 경력
1988년 12월 11일, 1988년 AFC 아시안컵 이란전에서 A매치 데뷔전을 치렀다. 1990년 FIFA 월드컵, 1988년 AFC 아시안컵 등의 많은 대회에서 뛰었고, A매치 36경기에서 10골을 넣었다.
이탈리아 월드컵 국가대표로 선발된 그는 우디네에서 열린 예선 2차전 스페인전에서 골키퍼 안도니 수비사레타를 꼼짝 못하게 하는 시속 114 km/h의 캐넌슛을 넣어 화제가 된 바 있다. 이 득점은 이탈리아 월드컵에서 대한민국이 기록했던 유일한 득점이었다. 하지만 대한민국은 호세 미겔 곤살레스의 해트트릭을 앞세운 스페인에 1:3으로 패했고, 결국 3전 전패로 예전에서 탈락했다.

## 지도자 경력
은퇴 후 그는 지도자로도 활동했지만 구단의 프런트, 행정가로 더 두각을 드러냈다. 1998년에 은퇴한 후 AFC에서 주관하는 'C,B,A 코스' 및 '프로페셔널 지도자 코스'를 이수했다. 1999년 대한민국 U-20 대표팀 트레이너를 맡은 뒤, 오이타 트리니타에서 코치로 활동하였다. 2001년 오이타 트리니타 유스 팀의 감독으로 자리를 옮겼고, 지도력을 인정받아 2004년 오이타 트리니타의 수석코치로 활동하였다. 2005년 요한 베르거 감독이 성적 부진으로 사임하자, 오이타 트리니타 감독으로 승격하였다. 감독 취임 뒤, 경상남도 통영시에서 열린 통영컵에 참가하여 데뷔전을 치러 우승을 차지하여 성공적인 시작을 알렸으나, 성적 부진으로 9개월 만에 해임되고 프런트로 복귀했다. 이후 오이타 트리니타의 유소년 육성부장을 거쳐, 오이타 트리니타 부사장 및 이사에 오르며 프런트로 일했다. 2008년 팀이 J리그 컵에서 우승하자, 우승컵을 갖고 대한민국을 방문하였다. 또한 일본문리대학 축구부의 테크니컬 디렉터도 맡았다. 오이타가 2009년 경영난 속에 2부 리그로 강등된 후, 이듬해 감독직에 복귀하였다. 그러나 2부 리그에서도 15위에 그치자 사임하였다.
2010년 12월 28일 넬루 빙가다 감독의 후임으로 FC 서울의 감독직을 맡았으나, 2011년 4월 26일 리그에서 1승 3무 3패라는 초라한 성적을 거둔 후 최용수에게 사령탑을 넘기고 사임했다. 사임 후 대한축구협회의 기술교육국장으로 부름을 받아 행정가의 길을 걷게 되었고, 2011년 11월 9일 이회택의 후임으로 기술위원장이 되었다.
브라질 월드컵 이후에는 이용수에게 기술위원장을 넘기고 기술교육실장으로 이동했으나, 2017년 9월 14일 대한축구협회 공금 횡령 혐의로 입건되기도 했다.

## 경력 목록

### 클럽 경력
- 1988년 ~ 1995년  유공 코끼리
- 1995년 ~ 1997년  오이타 트리니티

### 국가대표팀 경력
- 1988년 AFC 아시안컵 대표
- 1990년 FIFA 월드컵 대표

### 지도자 경력
- 1999년  오이타 트리니타 코치
- 2000년 ~ 2003년  오이타 트리니타 U-18 감독
- 2004년  오이타 트리니타 코치
- 2005년  오이타 트리니타 감독
- 2010년  오이타 트리니타 감독
- 2011년  FC 서울 감독

## 수상 내역

### 클럽
- 유공 코끼리
  - K리그 우승 1회 (1989년)
  - K리그 준우승 1회 (1994년)
  - 리그컵 우승 1회 (1994년)

### 국가대표팀
- 1988년 AFC 아시안컵 준우승

### 개인
- 1988년 K리그 신인선수상
- 1988년 K리그 베스트 11
- 1994년 K리그 베스트 11

## 기타
2008년 3월 25일 슈에이샤에서 발매된 비즈니스 점프의 증간지 <BJ혼> (5월 1일)에서 연재되는 '오이타 트리니타 이야기・제로부터 스타트'(원작:기무라 모토히코,작화:미야기 신지)가 오이타 트리니타 설립에 분주하였던 前 자치성 동료 미조하타 히로시와 황보관의 교류를 그리고 있다.
2009년에는 오이타 트리니타 구단의 부사장으로 재직하면서 J리그에서 주관하는 제너럴 매니저(General Manager)교육을 한국인으로는 처음 이수하였다.

## 참고 자료
- KFA 리포트 나의 선수시절4 - 황보관' 한국축구 최고의 캐논슈터